# Dejerosa picta
Dejerosa picta là một loài nhện trong họ Lycosidae. Chúng được Carl Friedrich Roewer miêu tả năm 1960 và được tìm thấy ở Mozambique.